# Geografia della Germania

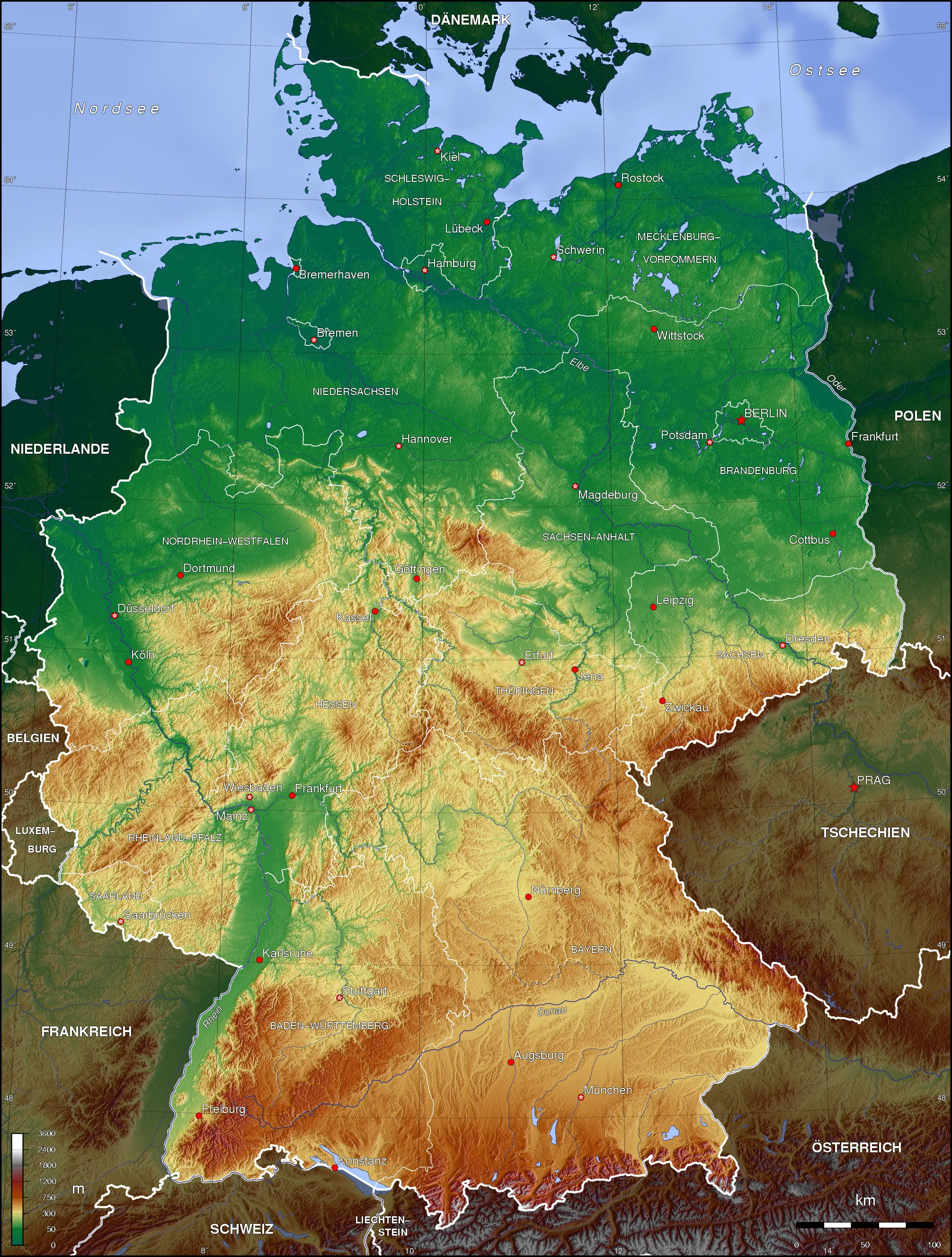
Cartina topografica della Germania.

La Germania è situata nell'Europa centrale tra 47°16' N e 55°03' N di latitudine e tra 5°52' E e 15°02' E di longitudine. 
L'estensione complessiva fra il punto più settentrionale del paese e quello più meridionale è pari a 886 km.
Il punto più settentrionale è situato sulla penisola di Ellenbogen sull'isola di Sylt, mentre il punto più settentrionale sulla terraferma si trova sulla costa occidentale dello Schleswig-Holstein presso il Rickelsbüller Koog; il punto più meridionale è il Haldenwanger Eck situato nelle Alpi poco a sud di Oberstdorf (Baviera).
Il punto più occidentale è nella Renania Settentrionale-Vestfalia nei pressi di Isenbruch, mentre quello più orientale è situato tra Neißeaue-Deschka e Neißeaue-Zentendorf in un'ansa del fiume Nysa Łużycka. Da est a ovest la distanza fra i due estremi è di 656 km.
Il territorio della Germania copre una superficie di 357.093 km², di cui 349.223 km² di terre e 7.798 km² di superfici d'acqua. È il settimo più grande paese dell'Europa (quarto dell'UE). Di forma simile ad un quadrilatero, si estende dalle alte montagne delle Alpi a sud, fino alle coste del Mare del Nord e del Mar Baltico a nord, a est è delimitata dalla confluenza dei fiumi Oder e Neiße, mentre a ovest la delimitano il bacino e la valle del Reno.
Il monte più alto è il Zugspitze, alto 2.963 metri, situato al sud della Germania, sulle Alpi.
Le coste del mare del Nord sono pianeggianti, con dune sabbiose e fronteggiate da arcipelaghi. Quelle del mar Baltico hanno invece un profilo più irregolare con numerose lagune che si insinuano in profondità nell'entroterra. Fronteggiano la costa le due isole di Rügen ed Usedom. Da un punto di vista geografico il territorio tedesco può essere suddiviso in quattro zone ben distinte:
- Il Bassopiano Germanico, un'ampia area pianeggiante situata nella parte settentrionale del paese;[18]
- I rilievi ercinici del Mittelgebirge, una zona di rilievi situata tra le pianure settentrionali e le Alpi comprendente diverse formazioni montuose tra cui le più note sono il Massiccio scistoso renano, la Selva di Turingia, la Foresta di Teutoburgo, la Foresta Nera, i Monti Metalliferi, la Selva Boema e la Selva Bavarese;
- L'altopiano Svevo-Bavarese situato ai piedi delle Alpi con un'altezza media di circa 500 m s.l.m. e con numerosi laghi morenici, è attraversato da diversi affluenti del Danubio;
- A meridione si trova la zona delle Alpi tedesche che delimitano il confine con l'Austria: caratterizzate dalla presenza di numerosi laghi alpini, il loro punto più elevato è la vetta dello Zugspitze (2.963 m s.l.m.).[19]

## Dati generali

### Confini
La Germania confina a nord con la Danimarca (per 67 km), ad est con la Polonia (442 km), la Repubblica Ceca (811 km), a Sud con la Svizzera a sud-est con l'Austria (815 km senza contare la frontiera interna al lago di Costanza), (316 km compresa l'exclave di Büsingen ed escluso il lago di Costanza), a sud-ovest con la Francia (448 km), a ovest con il Lussemburgo (135 km) e con il Belgio (156 km) e a nord-ovest con i Paesi Bassi (567 km).
La lunghezza complessiva dei confini è pari a 3.757 km.
Lo sviluppo costiero complessivo è di 2.389 km isole comprese.

### Superficie
L'unica exclave della Germania è la località di Büsingen situata sull'alto Reno e che appartiene al circondario di Costanza nel Baden-Württemberg. La superficie è di 7,62 km² e confina con i cantoni svizzeri di Sciaffusa, Turgovia e Zurigo.
Esiste inoltre una cosiddetta enclave "funzionale", il Kleinwalsertal, una vallata dell'Austria raggiungibile, sia da terra sia per vie d'acqua, solo dalla Germania.

## Morfologia
Da un punto di vista morfologico il paese può essere diviso in 4 macroregioni: l'area costiera, il bassopiano della Germania settentrionale, i rilievi centrali (Mittelgebirge) e l'area prealpina e alpina.
L'area costiera per la Mecca affacciata sul mare del Nord è caratterizzata dal Wattenmeer, una fascia costiera larga fino a 30 km fortemente influenzata dalle maree; la costa del Baltico è caratterizzata invece da tre profonde baie in corrispondenza delle città di Flensburg e di Kiel oltre alla baia di Meclemburgo, e dalla presenza di numerose isole.

### Il Bassopiano
Nella parte settentrionale della Germania, a ridosso della costa e fino ai primi rilievi situati nel centro del paese si estende un'ampia fascia pianeggiante più stretta verso ovest e che a est si allarga verso l'immenso bassopiano germanico
A ovest dell'Elba, nelle aree costiere spesso si trovano pesci palla. Tutta quest'area ha un clima fortemente influenzato dal mare con abbondanti precipitazioni e frequenti nebbie, relativamente mite d'inverno con anomalie termiche positive che raggiungono anche i 20° mentre d'estate le temperature corrispondono alle isoterme del parallelo.
A est dell'Elba si ha una zona pianeggiante nella fascia costiera nella quale si trovano molti stagni detti Bodden, segue un'area pianeggiante e una zona di origine morenica con rilievi che raggiungono i 200 m. In questa zona il ritiro dei ghiacciai ha formato delle aree con numerosi laghi come ad esempio la Mecklenburgische Seenplatte. Il clima risente in misura molto minore dell'influsso della corrente del Golfo e le temperature invernali sono rigide, muovendosi verso est il clima risente dell'anticiclone siberiano con inverni freddi e nevosi, estati calde e precipitazioni scarse.
Nella fascia centrale sono presenti diversi massicci montuosi di origine ercinica, isolati e con elevazioni che non superano i 1500 m s.l.m. che nel loro complesso vengono definiti in tedesco Mittelgebirge. I massicci più noti sono il Massiccio Renano (di cui fanno parte il Taunus, l'Eifel, lo Hunsrück), lo Harz, la Selva di Turingia, la Foresta Nera, il Giura Svevo, il Giura Francone, la Selva Francona, la Selva Bavarese, la Selva Boema, i Monti Metalliferi.
A meridione, appena a sud del corso del Danubio, l'altopiano Svevo-Bavarese rappresenta la transizione fra i rilievi ercinici e le Alpi.

### Prealpi e Alpi
La parte meridionale della Germania è caratterizzata da una fascia prealpina che nella parte orientale dà luogo alle aree geografiche delle Alpi dell'Algovia, delle Prealpi Bavaresi e in parte delle Alpi Settentrionali Salisburghesi. Qui, nei Monti del Wetterstein si trovano le montagne più elevate del paese.

### Montagne

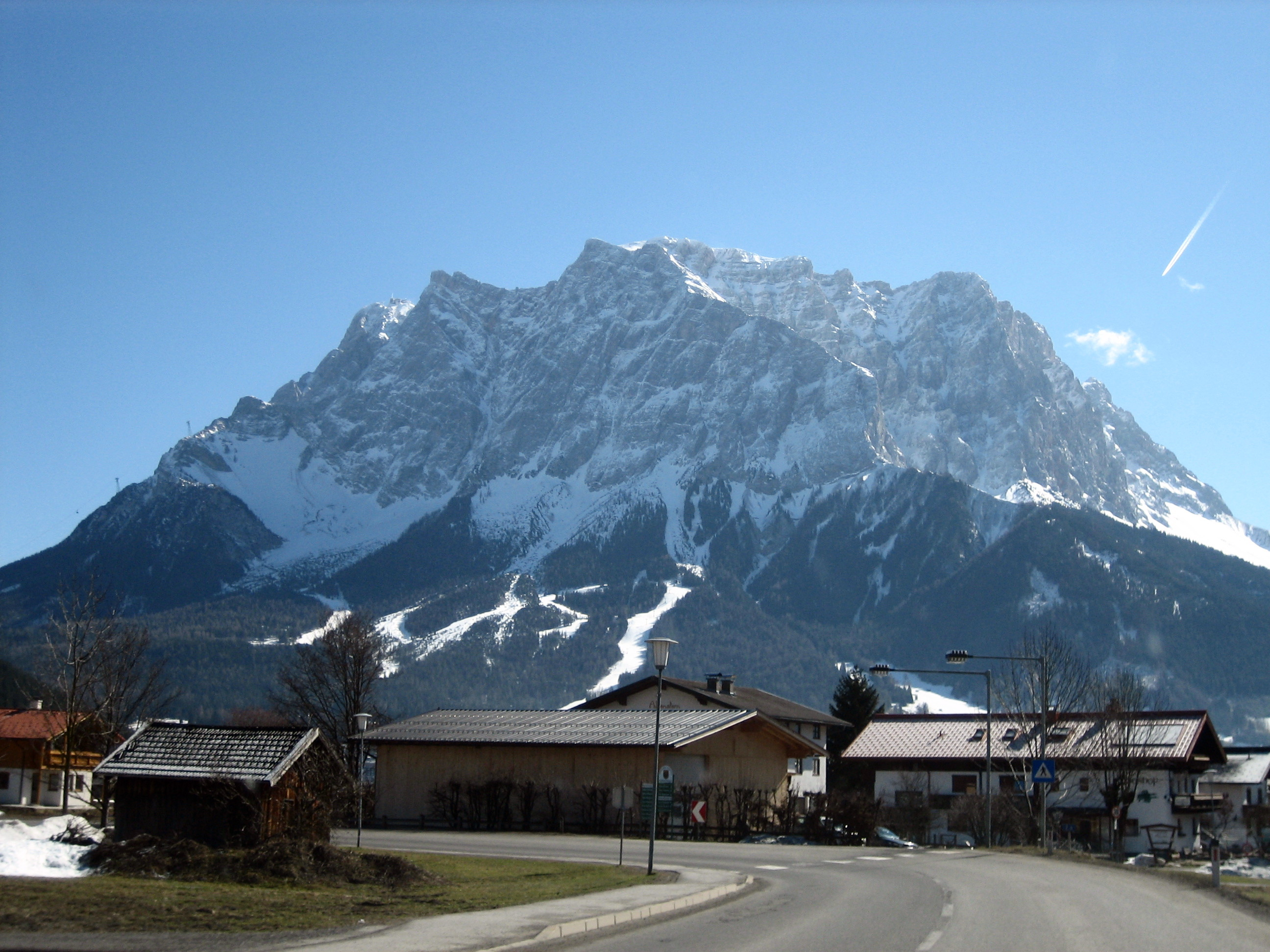
Il massiccio dello Zugspitze da ovest

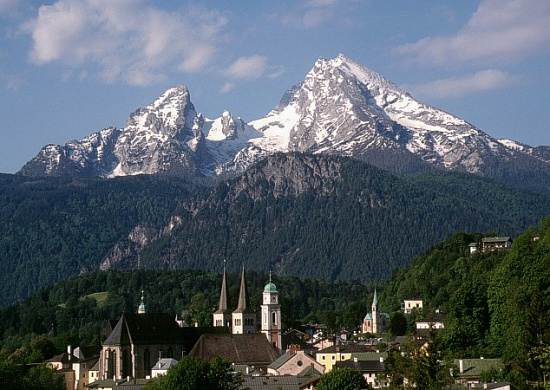
Vista sul Watzmann e sulle Alpi di Berchtesgaden.

Le dodici montagne più elevate del paese sono:
| Nome                     | Altezza | Massiccio             |
| Zugspitze                | 2962 m  | Monti del Wetterstein |
| Hoch Wanner              | 2746 m  | Monti del Wetterstein |
| Watzmann                 | 2713 m  | Alpi di Berchtesgaden |
| Leutascher Dreitorspitze | 2682 m  | Monti del Wetterstein |
| Hochkalter               | 2607 m  | Alpi di Berchtesgaden |
| Biberkopf                | 2599 m  | Alpi dell'Algovia     |
| Großer Hunds Tod         | 2593 m  | Alpi di Berchtesgaden |
| Hochvogel                | 2592 m  | Alpi dell'Algovia     |
| Funtenseetauern          | 2578 m  | Alpi di Berchtesgaden |
| Östliche Karwendelspitze | 2537 m  | Monti del Karwendel   |
| Hocheisspitze            | 2523 m  | Alpi di Berchtesgaden |
| Hoher Göll               | 2522 m  | Alpi di Berchtesgaden |

### Isole
Nel Mar del Nord sono situate le Isole Frisone, una catena di isole basse e sabbiose che la Germania condivide con i Paesi Bassi e Danimarca; tra le isole del Mar Baltico la più importante l'Isola di Rügen.

### Mare del Nord

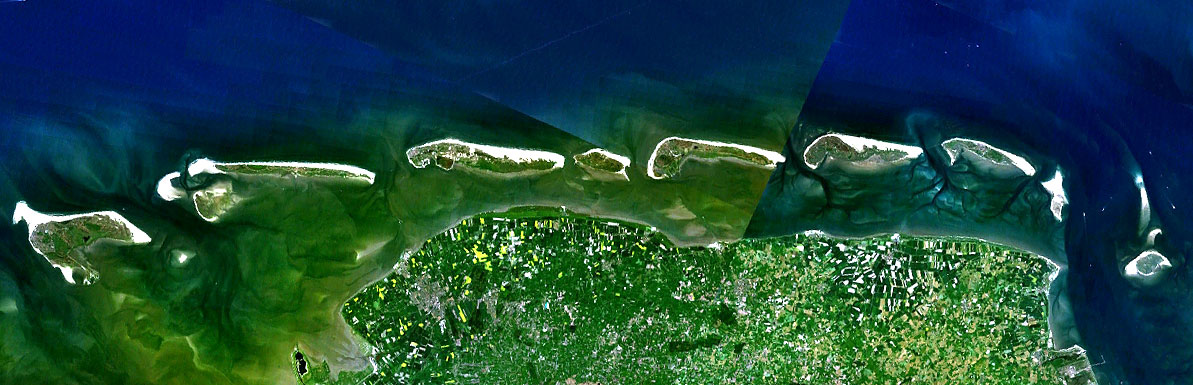
Le isole Frisone Orientali da satellite

Considerando lo sviluppo costiero moderato la Germania ha un consistente numero di isole. Le isole del mare del Nord sono per lo più parte di arcipelaghi costieri. Si dividono in isole Frisone Settentrionali e isole Frisone Orientali. 
- Dell'arcipelago delle Frisone Settentrionali fanno parte della Germania (Schleswig-Holstein) le isole di Sylt, Föhr, Amrum e Pellworm
- Le isole Frisone Orientali sono situate nella Bassa Sassonia e sono nate da banchi di sabbia. L'isola più grande è Borkum.

Nel mare del nord si trovano inoltre l'isola di Helgoland e quella di Neuwerk che fa parte del Land di Amburgo.

#### Mar Baltico

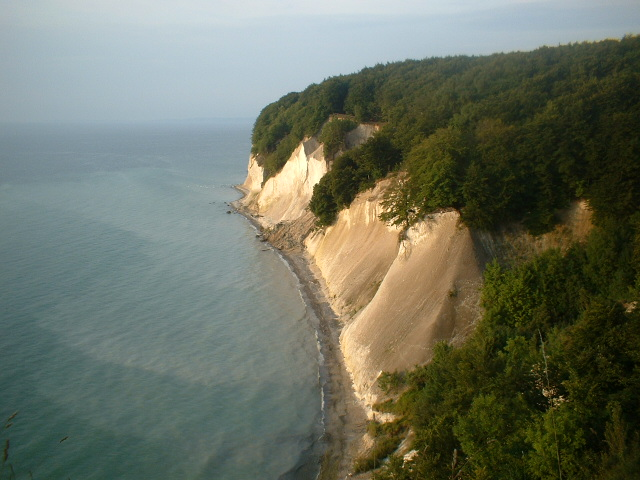
Scogliere sull'isola di Rügen

Le isole del Baltico fanno parte della piattaforma continentale tedesca, sono di dimensioni maggiori rispetto a quelle del mare del Nord e hanno un territorio meno pianeggiante.
L'isola più grande e, nel contempo, la maggiore isola tedesca è Rügen, seguita da Usedom il cui estremo orientale appartiene alla Polonia. Altre isole minori sono Poel e Hiddensee.

#### Isole Interne
Alcuni laghi tedeschi hanno delle isole, le più note sono le isole del lago di Costanza, Mainau, Lindau e Reichenau. Sono inoltre meta turistica le isole del Chiemsee, Herrenchiemsee e Frauenchiemsee.
Isole principali
| Isola      | Mare          | Land                              | Superficie        |
| ---------- | ------------- | --------------------------------- | ----------------- |
| Rügen      | Mar Baltico   | Meclemburgo-Pomerania Occidentale | 926 km²           |
| Usedom     | Mar Baltico   | Meclemburgo-Pomerania Occidentale | 373 km² (445 km²) |
| Fehmarn    | Mar Baltico   | Schleswig-Holstein                | 185 km²           |
| Sylt       | Mare del Nord | Schleswig-Holstein                | 99 km²            |
| Föhr       | Mare del Nord | Schleswig-Holstein                | 82 km²            |
| Nordstrand | Mare del Nord | Schleswig-Holstein                | 48 km²            |
| Pellworm   | Mare del Nord | Schleswig-Holstein                | 37 km²            |
| Poel       | Mar Baltico   | Meclemburgo-Pomerania Occidentale | 36 km²            |
| Borkum     | Mare del Nord | Bassa Sassonia                    | 31 km²            |
| Norderney  | Mare del Nord | Bassa Sassonia                    | 26 km²            |

1. ↑  72 km² della superficie complessiva appartengono alla Polonia

## Idrografia

### Fiumi
I fiumi della Germania appartengono a sei sistemi fluviali i cui bacini coprono quasi l'intera superficie del paese. I bacini sono Reno, Danubio, Elba, Oder, Weser e Ems. Il fiume più lungo, e il secondo fiume più lungo d'Europa, è il Danubio, che attraversa la Germania per 647 km (su 2.888 complessivi).
Gli altri fiumi sfociano nel mare del Nord o nel mar Baltico: la Germania è quindi attraversata dallo spartiacque europeo. Il fiume con il percorso più lungo, in territorio tedesco, è il Reno (865 km dei complessivi 1.320 del suo percorso).
| Fiume        | Lunghezza | Sfocia        |
| ------------ | --------- | ------------- |
| Danubio      | 2.888 km  | Mar Nero      |
| Reno         | 1.320 km  | Mare del Nord |
| Elba         | 1.091 km  | Mare del Nord |
| Oder         | 866 km    | Mar Baltico   |
| Mosella      | 545 km    | Reno          |
| Meno         | 524 km    | Reno          |
| Inn          | 517 km    | Danubio       |
| Weser        | 433 km    | Mare del Nord |
| Saale        | 413 km    | Elba          |
| Sprea        | 382 km    | Havel         |
| Ems          | 371 km    | Mare del Nord |
| Neckar       | 367 km    | Reno          |
| Havel        | 325 km    | Elba          |
| Isar         | 295 km    | Danubio       |
| Werra        | 292 km    | Weser         |
| Eger         | 291 km    | Elba          |
| Lech         | 285 km    | Danubio       |
| Weiße Elster | 257 km    | Saale         |
| Lippe        | 255 km    | Reno          |

### Laghi

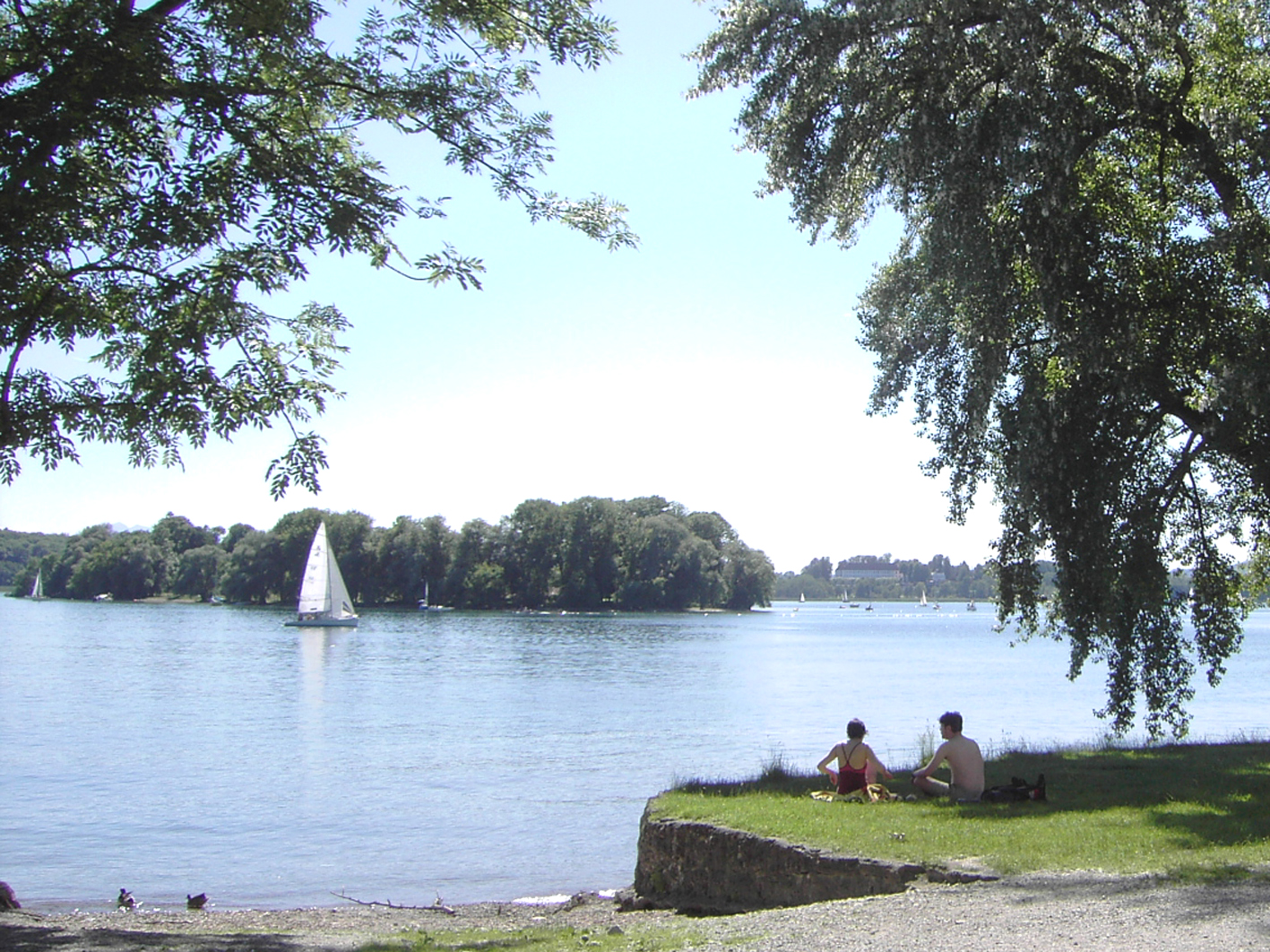
Panorama del Chiemsee (Baviera)

I laghi tedeschi sono in gran parte di origine glaciale; la maggior parte dei laghi si trovano quindi ai piedi delle Alpi oppure in aree un tempo ricoperte dai ghiacci. Il lago principale è il lago di Costanza che è suddiviso fra Austria, Germania e Svizzera. Il principale lago situato completamente in territorio tedesco è il Müritz, che fa parte dell'area lacustre del Meclemburgo.
Laghi principali
| Lago              | Land                                           | Superficie   | Profondità massima |
| ----------------- | ---------------------------------------------- | ------------ | ------------------ |
| Lago di Costanza  | Baden-Württemberg/Baviera / Svizzera / Austria | 535,9 km²(1) | 254 m              |
| Müritz            | Meclemburgo-Pomerania Occidentale              | 109,2 km²    | 30 m               |
| Chiemsee          | Baviera                                        | 79,9 km²     | 73 m               |
| Lago di Schwerin  | Meclemburgo-Pomerania Occidentale              | 61,5 km²     | 52 m               |
| Starnberger See   | Baviera                                        | 56,4 km²     | 128 m              |
| Ammersee          | Baviera                                        | 46,6 km²     | 81 m               |
| Lago di Plau      | Meclemburgo-Pomerania Occidentale              | 38,4 km²     | 26 m               |
| Kummerower See    | Meclemburgo-Pomerania Occidentale              | 32,5 km²     | 23 m               |
| Steinhuder Meer   | Bassa Sassonia                                 | 29,12 km²    | 3 m                |
| Großer Plöner See | Schleswig-Holstein                             | 30 km²       | 58 m               |